# Conoderus exsul
Conoderus exsul là một loài bọ cánh cứng trong họ Elateridae. Loài này được Sharp miêu tả khoa học năm 1887.

## Hình ảnh

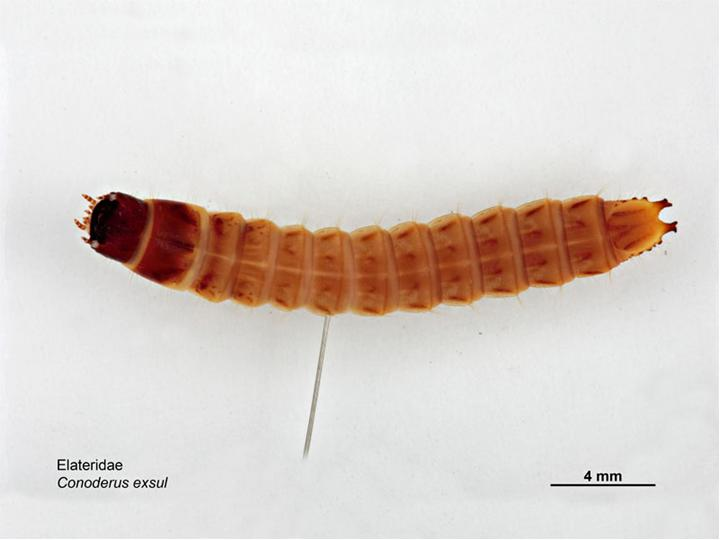